# Cryotherapie

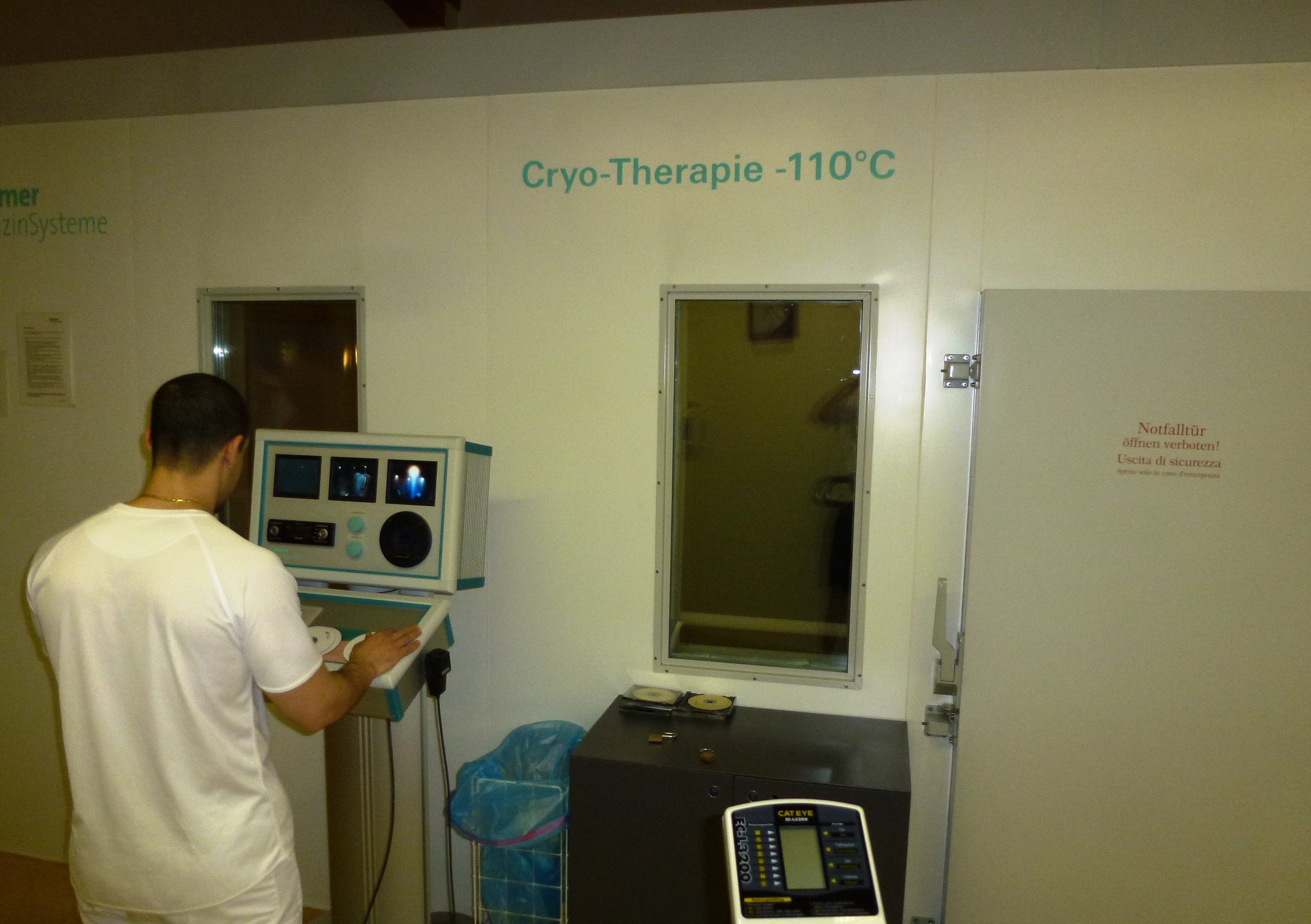
Cryokamer voor temperaturen tot -110 °C

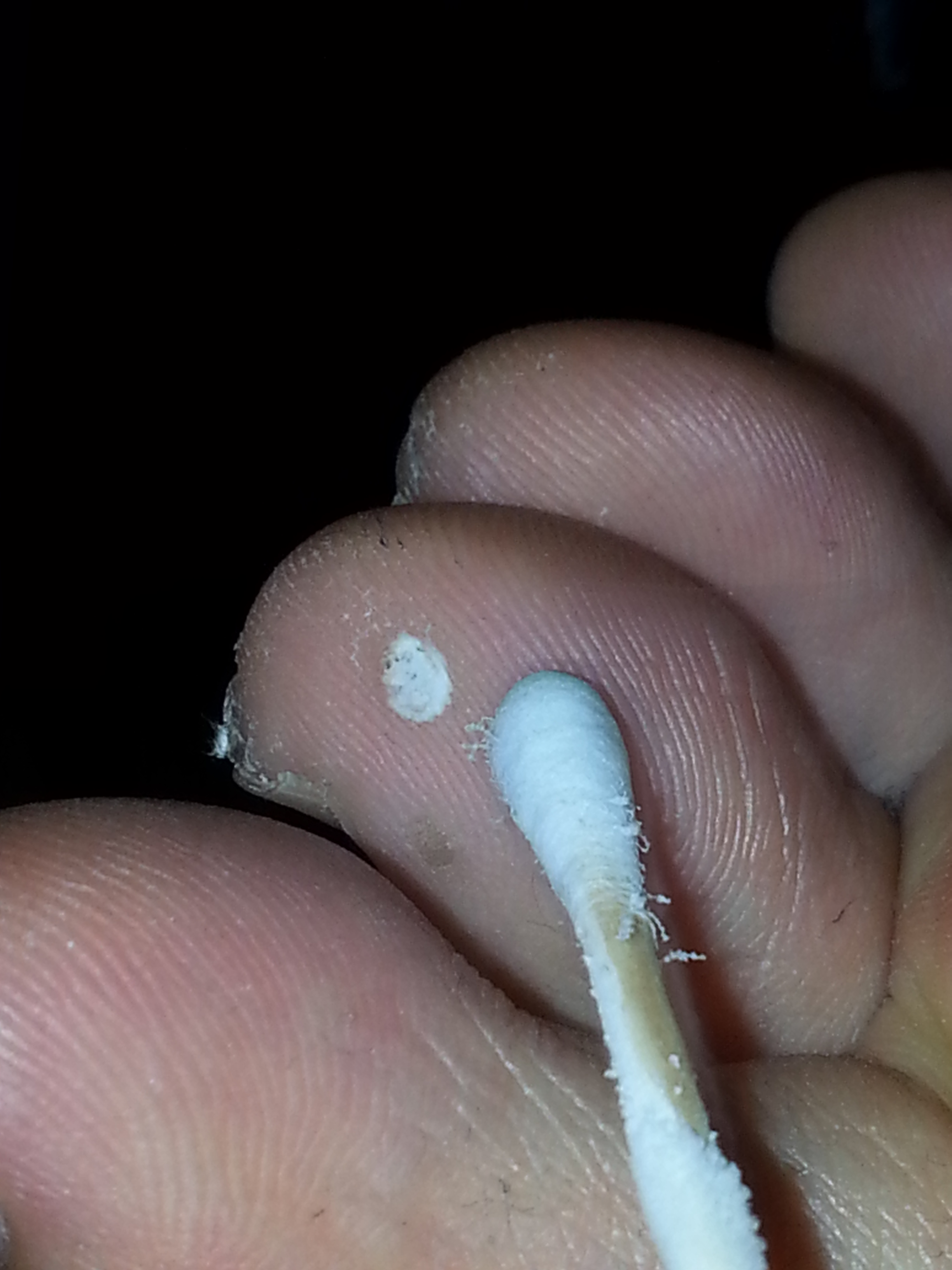
Cryotherapie op een wrat

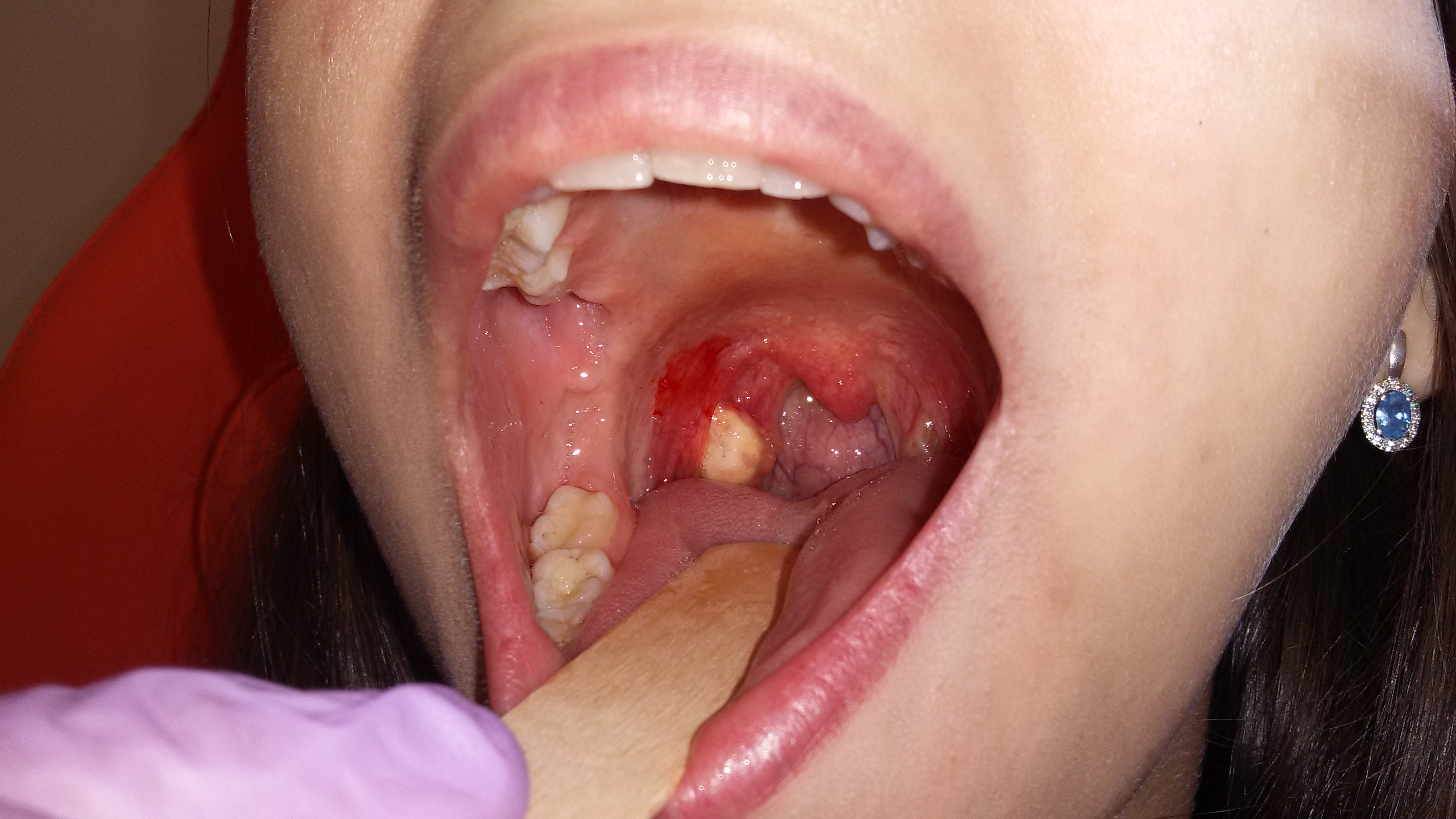
Nitroglycerinespray gebruikt op de amandelen bij -196 °C

Cryotherapie is het toepassen van (extreme) koude als medische behandeling voor uiteenlopende klachten, in het algemeen gerelateerd aan beschadigd weefsel. Doel hiervan is het verminderen van het celmetabolisme, ontstekingen en pijn te verminderen en bloedvaten te vernauwen.
De term cryochirurgie wordt wel gereserveerd voor de vriesbehandeling van huidkanker. Bij cryochirurgie wordt het te behandelen gebied vaak verdoofd, en worden vaak langere, geprotocolleerde vriestijden gebruikt.

## In de dermatologie
Een mogelijke toepassing is in de dermatologie voor vriesbehandelingen van wratten. Een (omstreden) behandeling met droge koude lucht (kouder dan -100 °C) op het hele lichaam (Whole Body Cryotherapy) wordt wel toegepast in een ruimte die wel wat weg heeft van een sauna; bevriezing wordt hierbij juist vermeden. In de dermatologie is cryotherapie een behandeling door middel van bevriezing van weefsels om huidaandoeningen te behandelen. Door bevriezing ontstaat schade aan de weefsels: ontsteking, blaarvorming en afsterven (necrose); dit moet vervolgens weer spontaan genezen.
Meestal wordt vloeibare stikstof gebruikt (kookpunt -196 °C). Dit wordt op de huid aangebracht met een wattenstok of speciale spuitbus. Door het verdampen van de stikstof koelt de huid af. Vaak wordt een plek twee keer bevroren, met tussentijds ontdooien. Ook bestaan er closed-probe systemen, waarbij de stikstof door een metalen probe geleid wordt; de afgekoelde probe wordt dan op de te behandelen huid gebracht.
Wartner ® werkt met een mengsel van dimethylether en propaan. Dit zou een kookpunt hebben van -57 °C. Een soort watje gedrenkt in dit mengsel wordt op de huid aangebracht. Chloorethylspray (bevat dus ethylchloride) kan ook gebruikt worden om de huid te bevriezen. Dit gebeurt echter ter verdoving of om het weefsel vaster van consistentie te maken, zodat andere ingrepen makkelijker kunnen plaatsvinden.

### Nadelen
- Behandeling is pijnlijk. Er ontstaat een wond die soms langzaam geneest.
- De behandelaar moet ervaren zijn om de behandeling goed te kunnen uitvoeren
- Pigmentcellen zijn gevoeliger dan huidcellen, zodat gemakkelijk ontkleurde littekens achter kunnen blijven.
- Er is geen weefsel beschikbaar om histologisch te beoordelen of de diagnose klopt, en of de behandeling afdoende is uitgevoerd.

### Huidaandoeningen die behandeldkunnenworden
- Goedaardige afwijkingen
  - Wratten
  - Lentigo
  - Ouderdomswrat
  - Lipoom
- Premaligne afwijkingen (voorstadia van huidkanker)
  - Keratosis actinica
  - Morbus Bowen
- Maligne afwijkingen (wordt nog zelden toegepast)
  - Basaalcelcarcinoom (op moeilijk te opereren of te bestralen plekken).

## Binnen de oncologie
Een werking van chemotherapie is dat deze behandeling snel delende cellen beschadigt. Dit is met name gericht op tumorcellen, die immers snel delen. Maar andere, goede cellen in het lichaam die zich snel delen, ondervinden hier ook schade van. Een methode om deze schade te beperken, is het koelen van het betreffende gezonde weefsel tijdens de toediening van de chemotherapie. Door de koeling vernauwen de bloedvaten in dat weefsel (=vasoconstrictie), waardoor er minder bloed doorheen stroomt. Daardoor komt het cytostaticum ook minder in dat weefsel terecht, en zal daar dus minder schade kunnen aanrichten.

### Hoofdhuidkoeling
Een van de bijwerkingen van chemotherapie is haarverlies en zenuwbeschadiging (neuropathie). Haarverlies is niet levensbedreigend maar kan een sociale en een psychologische impact hebben op de patiënt, doordat het direct zichtbaar is voor de buitenwereld. Het kan effect hebben op het lichaamsbeeld, emotionele en sociale functioneren. Door middel van hoofdhuidkoeling kan worden gepoogd de haaruitval te voorkomen of te beperken.
De koeling start 30 minuten voor de toediening van chemotherapie. Het haar kan eventueel worden natgemaakt voordat de helm wordt opgezet. Hoe lang de koeling tijdens en na moet worden gedragen is afhankelijk van het type toestel. De temperatuur van de koeling is best onder 22 graden. Dit kan verschillen per toestel. De hoofdhuidkoeling wordt over het algemeen als zeer comfortabel worden ervaren. Tijdens de toediening kan er een handdoek in de nek en/of een deken worden gebruikt voor extra comfort.
Bijwerkingen van hoofdhuidkoeling zijn:
- rillingen
- hoofdpijn
- duizeligheid
- misselijkheid

### Cryotherapie voor handen en voeten
Een andere toepassing van Cryotherapie is het gebruik van ijshandschoenen of ijswanten. Deze wanten, aan de binnenzijde bekleed met een gelpack, worden diepgevroren (tot -21°C) en nadien aan handen en voeten aangebracht. Deze toepassing wordt gebruikt binnen de oncologie, meer bepaald bij het gebruik van "taxanen" (=cytostaticum). Een voorbeeld van een taxane is Paclitaxel, een cytostaticum dat toegediend wordt bij o.a. borstkanker. De ijswanten worden een kwartier voor de start van de therapie aangebracht, en worden verwijderd 15 minuten nadat de cytostaticumtoediening is gestopt. Het doel van de ijshandschoenen is om een vernauwing van de fijne bloedvaten in vingers en tenen te bewerkstelligen (=vasoconstrictie). Door deze vernauwing kan het cytostaticum nauwelijks tot in de vingertoppen/tenen doordringen. Deze worden hierdoor beschermd tegen de negatieve effecten van de taxanen. Want een taxane, bijvoorbeeld Paclitaxel, heeft namelijk als bijwerking dat zij o.a. perifere neuropathie kunnen veroorzaken. Deze neuropathie kan ook na het stoppen van de therapie blijven bestaan. Uit wetenschappelijk onderzoek is gebleken dat patiënten die wekelijks een paclitaxel-behandeling ondergaan én ijshandschoenen dragen tijdens de behandeling, minder last ondervinden van deze perifere neuropathie.
Een kanttekening die gemaakt dient te worden is dat het gebruik van ijshandschoenen ook bijwerkingen heeft. Zo kan het als erg vervelend en zelfs pijnlijk aanvoelen om de handschoenen tijdens de volledige behandeling te verdragen. Door de koude kan de patiënt tijdelijk tintelingen of voosheid in handen en voeten ondervinden, alsook koude rillingen over het hele lichaam. In het slechtste geval kunnen ook vrieswonden ontstaan. Dit kan verholpen worden door katoenen binnen-handschoenen te dragen in de ijswanten. Zo komt de huid niet rechtstreeks in contact met het ijspack.
Ondanks de hierboven vermelde bijwerkingen, is het toch aan te raden om de ijsapplicatie toe te passen. De voordelen op langere termijn zijn bewezen, en daarom worden ijshandschoenen aanbevolen voor de dagelijkse praktijk.
Sinds kort is er een alternatief voor de ijshandschoenen of ijswanten, namelijk hilotherapie. Dit is een toestel die hand-/voetkoeling met een constante temperatuur mogelijk maakt. De wanten en slippers worden 30 minuten voor de toediening van het cytostaticum aangebracht tot 30 minuten na de toediening. Het wordt door de patiënten aangenaam ervaren doordat de temperatuur constant blijft, bij voorkeur tussen 10-12°C en de wanten niet zwaar zijn. Hierbij is er geen risico op vrieswonden zoals bij ijshandschoenen.

### Orale cryotherapie
Orale cryotherapie is het aanbrengen van koude op de slijmvliezen in de mond. Het is een praktisch kosteloos en makkelijk toe te passen therapie. Deze koude kan in verschillende vormen worden toegepast. IJsblokjes, ijssnippers of ijslolly’s zijn bruikbaar. Op smaak gebrachte waterijsjes worden afgeraden als orale cryotherapie, omdat ze hoofdpijn, misselijkheid en gevoeligheid van het mondslijmvlies kunnen uitlokken.
Bij radiotherapie kan orale mucositis het beste voorkomen worden als men het ijs 5 minuten voor en 5 minuten na de behandeling aanbrengt.

## Cryotherapie over het gehele lichaam

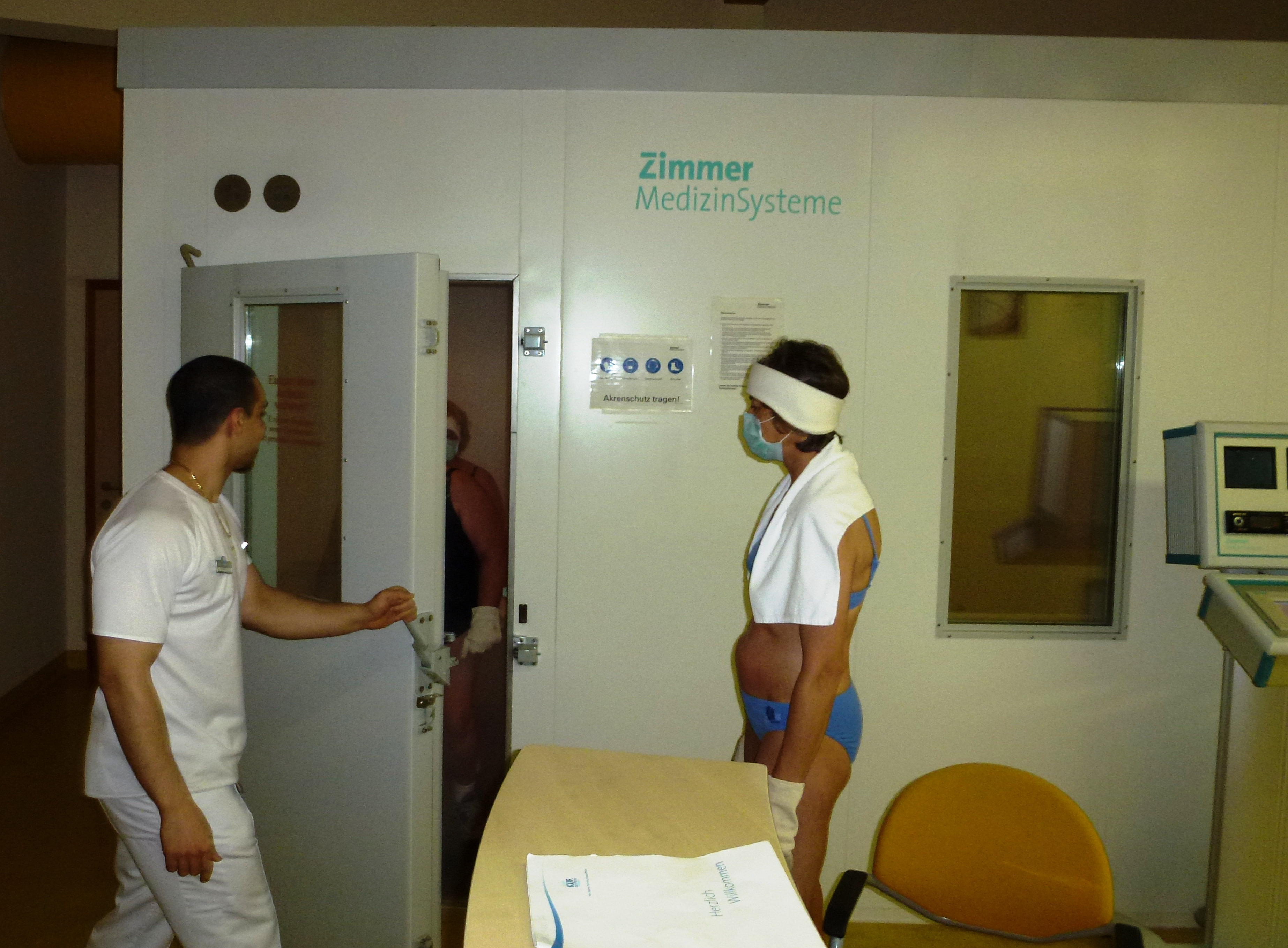
Een patiënt wordt voorbereid op een behandeling met cryotherapie over het gehele lichaam van ca. 3 minuten

Een speciale vorm van cryotherapie is WBC (een afkorting van whole body cryotherapy) ofwel cryotherapie over het gehele lichaam. Bij deze behandeling wordt het hele lichaam gedurende enkele minuten in een droge omgeving blootgesteld aan temperaturen onder de -100 °C. De behandeling vindt plaats in een zogeheten cryokamer. WBC kan ook worden toegepast voor het vergroten van de spierkracht, als conditioneringsmethode bij sporters.
Een behandeling met WBC kan een alternatief zijn voor het onderdompelen in koud water of een behandeling met ijszakken.